# JALスカイサービス
JALスカイサービス株式会社（ジャルスカイサービス、略称：JSKY）とは、かつて存在した日本航空の子会社。成田国際空港にて日本航空及び同社が受託する外国航空会社の空港旅客サービス業務を行っていた。
親会社である日本航空の関連会社再編に伴い、羽田を基盤とし同じく空港サービス業務を行っていたJALスカイ東京、並びに羽田･成田で航務業務を行っていたJALウェイブ両社と共に、2009年10月1日に新たに設立されたJALスカイに統合された。

## 業務
設立時より受託外国航空会社の航務業務を行っていたが、後に同業務は切り離され、成田・羽田両空港でJALグループ及び受託航空会社の航務業務全般を行うJALウェイブに集約された。その他、成田空港内に設けられたクレジットカード会社のサービスカウンター業務や、外国航空会社への客室乗務員（日本人機内通訳）派遣なども行っていたが、いずれも撤退している。

## 社名
創設時の旧社名は、空港旅客サービス（略称：APS）。JALスカイサービスへの社名変更は、社内公募による。その後、JALスカイ○○という社名は、JALグループで空港旅客サービスにあたる子会社の標準的な名称となり、それまで空港毎に様々な社名であったものが、JALスカイ札幌、JALスカイ関西、というように「JALスカイ+地方名」にほぼ統一されていく。

## 制服
設立時から暫くは、原則として成田における日本航空便の旅客サービス業務は日本航空による自営、日本アジア航空および受託する航空会社の旅客サービス業務はJALスカイサービスが担当と棲み分けていたために、JALグループの空港旅客業務を行う子会社としては例外的に独自の制服を持っていた。しかし、後年上記の区分けが見直され、日本航空成田空港支店の空港旅客業務がJALスカイサービスに全面委託されるにあたり日本航空の制服に統一され、独自の制服は廃止された。